# Daniel Schwartz (Fotograf)
Daniel Schwartz (* 16. Dezember 1955 in Olten) ist ein Schweizer Fotograf. Bekanntheit erlangte er für seine Kriegsfotografie. Er ist auch für seine Dokumentation der Zerstörungen der Natur durch die globale Erwärmung bekannt.

## Leben
Schwartz studierte von 1977 bis 1980 Fotografie an der Hochschule für Gestaltung und Kunst Zürich (heute Zürcher Hochschule der Künste). Von 1997 bis 2004 war er ein Mitglied von Lookat Photos in Zürich. Im Jahr 2012 war als Gastkünstler an der Universität Zürich tätig. Von 1990 bis 2005 war er Mitglied der Redaktion der Kulturzeitschrift Du.

## Wirken
Seit 1980 reist Schwartz für seine Bücher in viele Länder der Welt. Er fotografierte lange Zeit Kriege und ihre Folgen in Afghanistan, Kaschmir, Vietnam, Kambodscha, Indonesien und dem Iran.
Seine Serie Gletscher-Odyssee gilt als Dokumentation der Klimakrise, in der er, wie er es nennt, die «Eigennutzgesellschaft» fragt: «Was habt ihr eigentlich gemacht?» Er dokumentierte dabei auch die Schweizer Alpen, bei denen der Klimawandel ebenfalls sichtbar ist, und stellt bei manchen Gipfelfotos fest: «Das ist doch kein Berg mehr. Das ist doch ein Tier. Eines, dem man Fell und Haut abgezogen hat. Sein Skelett klemmt jetzt im Felsen.» Ein vergleichbares Projekt für die Französischen Alpen, jedoch in Form von Zeichnungen, wurde etwa zeitgleich von Emma Stibbon durchgeführt.
Im Jahr 2018 erschien der Dokumentarfilm Beyond the Obvious. Daniel Schwartz des Filmemachers Vadim Jendreyko über Schwartz.

## Veröffentlichungen (Auswahl)
- Die Große Mauer Chinas. 2001, ISBN 3-8170-2533-5.
- Schnee in Samarkand. Ein Reisebericht aus dreitausend Jahren. 2008, ISBN 3-8218-5831-1.
- Travelling Through the Eye of History. 2009, ISBN 0-500-54290-2.
- While the Fires Burn: A Glacier Odyssey. 2007, ISBN 978-0-500-54477-8.

## Ausstellungen (Auswahl)
- Gletscher-Odyssee. Bündner Kunstmuseum, Chur (Schweiz) 2018–2019.